# Vibrissaphora leishanensis
Vibrissaphora leishanensis és una espècie d'amfibi que viu a la Xina.
Està amenaçada d'extinció per la pèrdua del seu hàbitat natural.